# Klient FTP
Klient FTP – program komputerowy korzystający z protokołu FTP do łączenia się z serwerem FTP w celu wysłania plików.
Najprostsze tego typu programy są dostarczane z systemami operacyjnymi Windows, DOS, Linux i Unix, a większość bardziej rozbudowanych programów należy do kategorii shareware/freeware. Wiele nowoczesnych przeglądarek internetowych posiada wbudowane funkcje klienta FTP. Jednymi z najbardziej znanych klientów FTP są Total Commander, TurboFTP, AbleFTP, FileZilla, Konqueror, WinSCP jednak można znaleźć wiele innych w zależności od potrzeb i zaawansowania użytkownika. Większość prostych klientów FTP opiera się tylko na wpisaniu danych domeny (nazwa użytkownika, serwer, hasło) po czym pliki z systemu wysyła się na serwer.